# Araneus herbeus
Araneus herbeus är en spindelart som först beskrevs av Tord Tamerlan Teodor Thorell 1890.  Araneus herbeus ingår i släktet Araneus och familjen hjulspindlar. Inga underarter finns listade i Catalogue of Life.